# Egnatia Maximilla
Egnatia Maximilla - Rzymianka pochodząca z części rodu Egnacjuszy, która nosiła cognomen Maximus. Poświadczona przez Tacyta [Ann. XV 71], który podaje, że była żoną Gliciusa Gallusa, skazanego na banicję przez cesarza Nerona. Towarzyszyła na wygnaniu mężowi.